# Christopher Winter (Künstler)

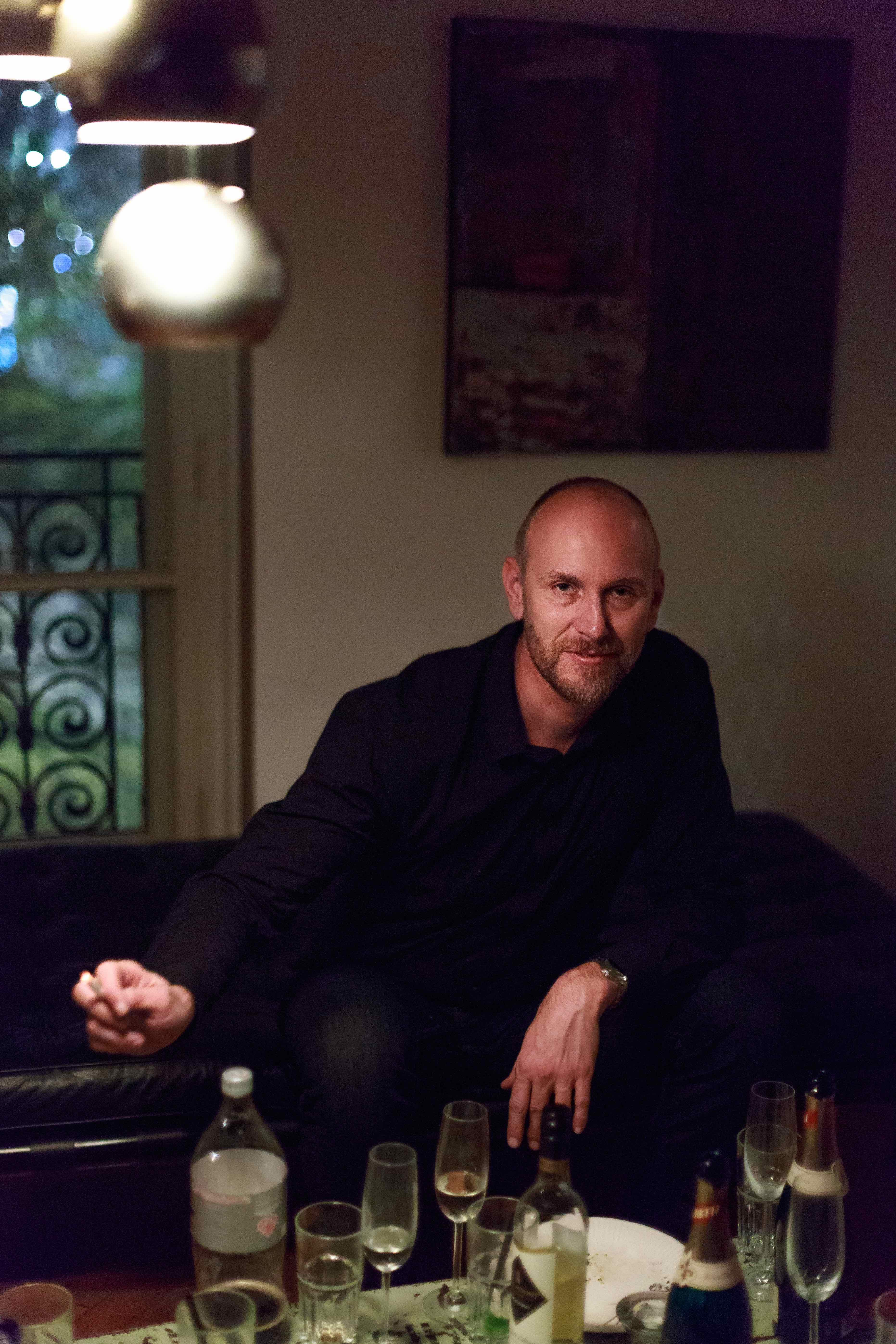
Christopher Winter

Christopher Winter (* 1968 in Kent, England) ist ein britischer Maler.

## Leben
Christopher Winter studierte am Hastings College of Arts in Hastings, an der Camberwell School of Art in London und von Oktober 1996 bis Juni 1998 an der Kunstakademie Düsseldorf bei Fritz Schwegler. Von Oktober 1993 bis Juni 1994 war er Stipendiat der Stadt Mannheim. Winter lebt und arbeitet sowohl in Berlin, als auch in Hastings (England).

## Werk
Winter beschäftigt sich hauptsächlich mit figurativer Malerei, daneben aber auch mit Video und Skulptur. Er greift für seine Malerei auf vorhandene Quellen zurück, um ihre Inhalte in seine Bildsprache zu übertragen. Insofern lässt er sich als Vertreter der Appropriation Art bezeichnen. Seine Malerei wird insbesondere durch Werke anderer Künstler, häufig die der alten Meister, Literatur, wie Märchen oder Romane sowie durch Filme, Politik und Geschichte beeinflusst. Die Serie Bavarian Postcards beispielsweise basiert auf handelsüblichen Ansichtskarten aus dem Berchtesgadener Land. Insbesondere Motive vom Obersalzberg und Umgebung integriert Winter hier in seine zum Teil großformatigen Leinwandarbeiten und bläht sie zu überdimensional großen „Kitsch-Postkarten“ auf.
Die Werkfolge Virgin Forest basiert auf der Gegenüberstellung englischer und deutscher Märchen. Für sie greift Winter insbesondere auf Gemälde alter Meister, wie zum Beispiel von Caravaggio zurück. Für die Werkfolge Super Nature lehnt er sich immer wieder an Caspar David Friedrichs Gemälde Der Wanderer über dem Nebelmeer an. In Spook-a-Rama widmet sich Winter der Ästhetik der Metapher und Doppeldeutigkeit. Die Werkfolge Primeval wird durch den Roman Lord of the Flies von William Golding beeinflusst. Protagonisten seiner Bilder sind auch hier, wie bei Golding, Kinder und Jugendliche, die von Auflösungserscheinungen gesellschaftlicher Konventionen und Normen befallen sind und Richtung Anarchie taumeln.
In den Serien Weird Science und Unnatural History beschäftigt sich Winter mit der menschlichen Sehnsucht nach Übersinnlichkeit, Zauberei und Magie. Er bewegt sich hier im Grenzbereich zwischen Fiktion und Realität, Traum und Trugschluss. Seine Werkfolge Speculative Realism ist durch den Roman 1Q84 des japanischen Schriftstellers Haruki Murakami inspiriert. Darin beschäftigt sich Winter mit der Erweiterung des Bildraumes und verschiedenen Aspekten von Realität, indem er Installation und Malerei miteinander verbindet. In seinen Interieur-Bildern erzeugt Winter eine zweite Wirklichkeit, mit der er den Betrachter konfrontiert. In den von erzählerischer Dichte gekennzeichneten Bildwelten vermischt sich das Vertraute mit dem Unbekannten, das Mögliche mit dem Rätselhaften, das Alltägliche mit dem Absurden. Artefakte, die erkennbar Teil der Realität sind, erhalten auf der Leinwand eine zweite Identität.
Winter treibt ein Spiel mit skurrilen Sujets, absurden Szenen und ethischen Normen. Er beansprucht mit seiner Bildsprache das Koordinatensystem unseres Welt- und Selbstbildes, indem er die Grenzen gesellschaftlicher Normen und die des anerkannten guten Geschmacks immer wieder aufs Neue strapaziert. Bei ihm steht die Wirklichkeit, das Vorstellbare an der Schwelle zum Absurden, zur Fiktion; es ist das Zwielicht, in welchem Winters Arbeiten generell anzusiedeln sind.
Projekte (Auswahl)
Im Jahr 2007 eröffnete Winter als erster von fünf Künstlern die vom Bauhaus Museum Dessau initiierte Ausstellungsreihe „Drive-Thru-Gallery“ in Aschersleben. In Baulücken wurden überdimensional große Reproduktionen von Winters Gemälden aufgestellt und diese dadurch optisch geschlossen. Damit sollte auf die zunehmende Verwaisung ostdeutscher Städte aufmerksam gemacht werden.
Winter kooperierte 2009 mit Pit Baumgartner, Gründer und Produzent der Musikformation De-Phazz. Beide brachten unter dem Titel Ich zeig dir was einen Katalog mit Audio-CD heraus.
Winter war Mitbegründer und Co-Direktor der Ausstellungsreihe KIK (Kunst im Kino International). In der Zeit von 2014 bis 2015 verantwortete er im Berliner Kino International mehrere Gruppenausstellungen.

## Arbeiten in Sammlungen (Auswahl)
- Vassar College, The Frances Loeb Art Center, New York[12]
- Wilhelm-Hack-Museum, Ludwigshafen
- Berlinische Galerie, Berlin
- Julio Serrano Segovia Collection, and Fundación Amparo y Manuel (AMMA), Mexiko-Stadt[13]
- Ömer Koç Collection, Istanbul
- Dirk Lehr Collection, Berlin

## Monografien
- 1999: Christopher Winter. Kindergarten. Hrsg. enders projects, Frankfurt/Main.
- 2002: Christopher Winter. Bavarian Heaven. Hrsg. Wilhelm-Hack-Museum, Ludwigshafen, ISBN 3-934713-04-1.
- 2004: Christopher Winter. Things to come. Hrsg. Basilika der Benediktinarbtei St, Bonifaz, München.
- 2006: Christopher Winter. Virgin Forest. Ausstellungskatalog, Hrsg. Edelman Arts und Salander O’Reilly, New York, ISBN 1-58821-141-X.
- 2007: Christopher Winter. Songs of Innocence. Hrsg. Neuhoff Edelman Gallery, New York.
- 2008: Christopher Winter. Spook-a-rama. Hrsg. Edelman Arts, New York.
- 2011: Christopher Winter. Weird Science. Hrsg. Lehr Zeitgenössische Kunst, Köln.
- 2012: Christopher Winter. Unnatural History. Hrsg. Edelman Arts, New York.
- 2013: Christopher Winter. 2Q13 Speculative Realism. Hrsg. Lehr Zeitgenössische Kunst, Köln.
- 2015: Christopher Winter. Dizzyland. 20 years in Germany. Kerber Verlag, ISBN 978-3-7356-0085-1.
- 2021: Christopher Winter. Archipelago of The Mind. Kerber Verlag, ISBN 978-3-7356-0807-9.
- 2023: Christopher Winter. Supernatura. Hrsg. ArtEX, Todi (Italien).
- 2024: Christopher Winter. Super Nature. Hrsg. Karl Oskar Gallery, Berlin.